# Azeri TeleVision
Azerbajdzjan TeleVision, AzTV Azerbajdzjanska: Azərbaycan Televiziyası; förkortat AzTV), är ett nationellt televisionsbolag i Azerbajdzjan sina sändningar av television år 1956. 
AzTV grundades den 5 september 1955, då Sovjetunionen beslöt att starta upp 27 TV-bolag i de olika rådsrepublikerna. Den 14 februari 1956 sändes det första programmet på kanalen. AzTV nekades medlemskap i European Broadcasting Union (EBU) då kanalen inte var tillräckligt självständig gentemot den Azeriska regeringen.